# 9515 Dubner
A 9515 Dubner (ideiglenes jelöléssel 1975 RA2) a Naprendszer kisbolygóövében található aszteroida. M.R.Cesco fedezte fel 1975. szeptember 5-én.